# Mary Rowlandson
Mary White Rowlandson (1635 – 1711. január 5.) amerikai gyarmati nő volt, aki részletesen beszámolt arról a 11 hétről és öt napról, amit az indiánok fogságában töltött. Rövid könyve (A Narrative of the Captivity and Restoration of Mrs. Mary Rowlandson) az amerikai irodalomban saját műfajt indított "fogságbeszámoló" (captivity narrative) néven. Meglepő módon halálával kapcsolatban semmilyen adat nem maradt ránk, csak valószínűsíthető, hogy még azelőtt meghalt, mielőtt kiadták volna elbeszélését. (Vaughan 1981, 32.)

## Élete
Mary White néven született Angliában, Amerikában a Massachusetts állambeli Lancesterben élt. Édesapja a város egyik alapítója (Vaughan 1981, 32). Az apa felkent puritán ministráns volt 1660-tól. Mary 1656-ban ment feleségül Joseph Rowlandsonhoz. 1676. február 10-ének hajnalán, a Fülöp király szörnyűséges háborúja alatt, Lancastert megtámadta a Nashaway indiánok egy csoportja. Maryt, aki ekkor már három gyermek édesanyja volt (Joseph, Mary, és Sarah), azon a napon vitték magukkal fogolyként. 11 hétig és öt napig (Neubauer 2001, 70) szörnyűséges körülmények között hurcolták magukkal az indiánok szerte a vadonban a gyarmati egységeket kerülgetve. Egyszerű, művészi elemeket mellőzve mesél húsz különböző elszállíttatásáról. Át kellett élnie közben egyik gyermeke halálát, és hogy megölik egy barátját, miközben folyamatosan depresszióval és éhséggel küszködött. Végül kiszabadult és újra a férjével élhetett. 1676 május másodikán engedték el az indiánok 20 font váltságdíj fejében, amit a bostoni nők és John Hoar szedett össze.

## Irodalmi jelentősége
Mary Rowlandson volt az első amerikai nő, aki sikeresen könyvet adott ki (Neubauer 2001, 72). 1682-ben kiadott írása az egyik első volt azon írások közt, mely rendkívül népszerűvé vált a 17. században, amit később "fogságbeszámoló"-ként soroltak be. Ez kielégítő olvasmány volt a korabeli olvasók számára, mert saját életükhöz tudták mérni, s amely korábban nem létezett. Ezzel a művel egy sor hasonló témájú elbeszélés látott napvilágot, melyek az indiánokkal való nézetkülönbségeket inkább csak mélyítették, saját nemzeti és vallási öntudatukat ellenben erősítették. (Vaughan 1981, 3.)

## Magyarul
- Mary Rowlandson fogságának és szabadulásának elbeszélése; sajtó alá rend., előszó Zámbó Ildikó, ford. Berényi Gabriella et al.; SZTE JATEPress, Szeged, 2001 (Documenta historica)